# Lawrence Kpabitey Kodjiku
Lawrence Kpabitey Kodjiku (* 31. Juli 1932 in Odumase Krobo; † 2022) war ein ghanaischer Diplomat im Ruhestand.

## Werdegang
1965 schloss er ein Studium an der Universität von Ghana ab. Als Lehrer unterrichtete er an Grund-, Mittel-, Technischen Schulen und an der Sekundarstufe.
Lawrence trat 1965 als Bildungsoffizier in die Streitkräfte Ghanas ein. An der ghanaischen Militärakademie lehrte er von 1966 bis 1972. Von 1973 bis 1976 war er vom Bildungsministerium mit der Laufbahnberatung für Hochschulabsolventen beauftragt. Im Jahr 1975 war er Regionalkommissar für die Ashanti-Region. und für Greater Accra. Im Anschluss war er für drei Jahre Regionalkommissar für die Northern Region. Aus den ghanaischen Streitkräften wurde er 1980 entlassen. 1996 erhielt er im Wahlkreis Lower Manya als Kandidat der NPP 5718 von 30.908 Stimmen, als der Kandidat der NDC, Michael Teye Nyaunu mit 24763 Stimmen ins Parlament gewählt wurde. Von Juni 2002 bis Jänner 2005 war Botschafter in Tel Aviv.